# Kamal Shaddad
Kamal Shaddad (arabe : كمال شداد), né en 1935, est un professeur soudanais de philosophie, journaliste et administrateur sportif. Il est président de la Fédération soudanaise de football pendant plus de 20 ans, entre 1988 et 2021.

## Biographie

### Enfance, éducation et débuts
Kamal Hamid Shaddad naît à El-Obeid, dans le Kurdufan du Nord, au Soudan, en 1935. Shaddad obtient un baccalauréat spécialisé en littérature de l'Université de Khartoum, puis une maîtrise de la même université. Après cela, Shaddad passe un doctorat de l'Université de Londres en 1970. Il est professeur de philosophie à l'Université de Khartoum et chef du département.

### Carrière

#### Journalisme
Shaddad commence sa carrière de footballeur en tant que joueur de l'équipe d'Abu Anja, Omdurman, au milieu des années cinquante. Il n'a pas pu poursuivre sa carrière de footballeur pour des raisons de santé. Il décide donc de travailler dans le domaine du journalisme sportif. Shaddad travaille dans le domaine du journalisme sportif dans un certain nombre de journaux, notamment les journaux al-Ayyam et al-Zaman (Times). Il dirige la section sportive d'al-Sahafa et Al-Rai Al-Aam newspaper (ar) (L'Opinion Publique). Il publie également le journal al-Motafari (Le Spectateur).

#### Comité olympique soudanais
Shaddad devient secrétaire adjoint du Comité olympique soudanais en 1981 et 1982 après des élections et est devenu président du Comité olympique soudanais entre 1988 et 1997. Il est membre du bureau exécutif de l'Association des Comités Nationaux Olympiques d'Afrique entre 1989 et 1993 en tant que représentant des Comités Olympiques de la Zone 5, qui comprend le Soudan, l'Égypte, l'Éthiopie, le Kenya, l'Ouganda et la Somalie. et la Tanzanie.
Shaddad devient membre du comité de football pour les Jeux olympiques d'été de 2012 à Londres, et il est membre du Tribunal arbitral du sport en Suisse en 2003.

#### Fédération soudanaise de football
Shaddad est secrétaire puis chef du Comité central de formation de la Fédération soudanaise de football entre 1962 et 1967. Il devient entraîneur et dirige de nombreux clubs soudanais, et il occupe le poste d'entraîneur de l'équipe nationale de football du Soudan entre 1964 et 1967. À cette époque, le Soudan a remporté la médaille d'argent aux Jeux arabes de 1965 au Caire après avoir perdu la médaille d'or contre l'Égypte et remporte la médaille d'or à la Coupe de l'amitié de la zone d'Afrique de l'Est à Khartoum en 1967. Il a également pu mener l'équipe du club Al-Hilal à atteindre la finale de la Coupe d'Afrique des clubs champions 1987 pour la première fois de son histoire.
Shaddad commence sa carrière administrative au sein de la Fédération soudanaise de football en novembre 1979 lorsqu'il a été élu secrétaire de la Fédération soudanaise de football (SFA), jusqu'en juillet 1982. Durant cette période, le Soudan remporte pour la première fois la Coupe CECAFA en 1980.
Shaddad est président de la SFA pour la première fois, de 1988 à 1992, et continue pour un second mandat jusqu'en 1995. Il revient à la présidence de la Fédération soudanaise après une absence qui dure 6 ans, période durant laquelle Omar Al-Bakri Abu Haraz assume la présidence de la SFA. Shaddad termine sa carrière en dirigeant le football soudanais en revenant à nouveau et en dirigeant la SFA lors de trois sessions consécutives jusqu'en 2010, après avoir remporté les élections de la Fédération soudanaise de football en 2001.
Au cours de son mandat, Al-Merrikh SC remporte la Coupe des vainqueurs de coupe d'Afrique 1989 et crée l'équipe nationale soudanaise de football des moins de 17 ans en 1991. Il travaille également comme conférencier à la Fédération Internationale de Football et à la Confédération Africaine. À cette époque également, et selon le journaliste soudanais de football Muzammil Abu Al-Qasim, en raison de différends personnels avec Shaddad, Abdel Halim Mohamed (1910 – 2009), l'un des fondateurs de la Confédération africaine de football et président fondateur de la SFA, Shaddad choisit de ne pas l'honorer de son vivant ou à titre posthume bien qu'il ait choisi d'honorer son parent, Mubarak Shaddad.
Le 25 juillet 2010, il déclare qu'il se battrait pour son droit de se présenter aux élections malgré l'interdiction faite par une association locale de football et la commission fédérale. La commission a cité une loi stipulant que Shaddad ne peut pas briguer un troisième mandat sans occuper un poste de footballeur international reconnu par le ministère des Sports. Shaddad a rejeté la décision, menacé d'impliquer la FIFA et critiqué les frais de nomination excessifs,. La FIFA a averti que le Soudan pourrait être suspendu ou expulsé en cas d'ingérence continue du gouvernement. La Commission soudanaise des sports a défendu sa décision, affirmant le respect des réglementations soudanaises et de la FIFA. L’ingérence politique dans le football a conduit à des sanctions dans le passé, le Nigeria, le Kenya et la Guinée étant confrontés à des répercussions.
La FIFA rejette les résultats du 26 juillet 2010 qui n'incluaient pas Shaddad en raison de l'ingérence du gouvernement,,. Cependant, en août 2010, Shadad retire sa nomination et celle de son adjoint Mutasim Jaafar Sarkhatm.
Le 29 octobre 2017, Shaddad gagne l'élection du poste de président de la Fédération soudanaise de football (SFA) pour la période 2017-2021 après avoir obtenu 33 voix sur 62, battant le président sortant Mutasim Jaafar, qui compte 28 voix,. Le processus de vote se fait sous la surveillance étroite de Suleiman Hassan Waberi, membre du Comité exécutif de la Confédération africaine de football, et David Fani, responsable du développement régional de la FIFA,. L'adhésion à la SFA sort d'un gel en raison de l'ingérence du gouvernement constaté par le fait que le ministre soudanais de la Justice a certifié une élection qui n'avait pas été approuvée par la FIFA. La FIFA a répondu en lançant un ultimatum à la SFA pour qu'elle revienne sur sa décision. La décision n'ayant pas été annulée, la FIFA a suspendu les activités de la SFA. Cependant, un mois plus tard, la FIFA a levé l'interdiction à la suite d'un ordre du Premier ministre Bakri Hassan Saleh d'annuler la décision du ministère de la Justice. La position du gouvernement a été critiquée par les partis d'opposition soudanais et le gouvernement a interdit aux médias d'en parler.
Shaddad réussit à conserver son poste malgré la fin de son mandat. Il a fait face à plusieurs plaintes d'éthique de la FIFA de la part de son propre conseil d'administration de la SFA. La FIFA avait précédemment convenu d'une feuille de route pour les élections avec la SFA et l'Al-Merrikh SC. Al-Merrikh, fondé en 1908, occupe une position de premier plan dans la politique du football soudanais, ayant remporté de nombreux titres de champion et coupes. Le président du club, Adam Sudacal, allié de Shaddad, cherchait à être réélu et avait reçu le soutien de Shaddad. Des dates d’élections ont été programmées et annulées, et lorsqu’une réunion dans un stade a été inondée, les tensions se sont intensifiées. Finalement, l'assemblée générale du club a eu lieu dans un autre lieu, les supporters manifestant à l'extérieur contre Shaddad et exige un changement. La police d'urgence est intervenue, utilisant des gaz lacrymogènes et des matraques contre la foule.
Shaddad a finalement été démis de ses fonctions et Mutasim Jaafar Sarkhatm a été élu le 13 novembre 2021,.

## Vie privée
Shaddad est marié à Ibtisam Hassab Al-Rasoul et ils ont une fille, Amna Al-Rayyan.